# 七死八活
七死八活是圍棋裡的一個術語，是死活中的常見棋形，七和八指的是在二路連成直線的棋子數。如果在周圍被圍死的情況下，七子是先手活、後手死，八子可以後手活。但是，该术语并不适用于所有情况。当该条直线最边缘的棋子处在棋盘的一线时，即使只有七子连成直线也是先手活。
圖一中的黑棋只有七子，最後還原成直三，沒辦法後手活。注意，黑下A位沒有用，白可下1位撲、破眼。

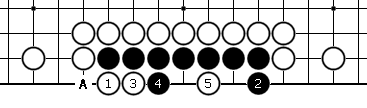
圖一，七死八活（黑棋部分）。

圖二，黑棋改變下法，最後還是還原成直三，沒辦法後手活。

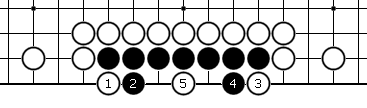
圖二，七死八活（黑棋部分）。黑棋的另一個下法。

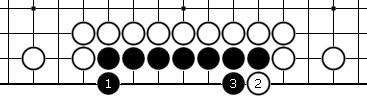
圖三，七死八活（黑棋部分）。黑棋先手活。

圖三，黑棋先手活，最後成為直四。